# Kyle Reese
Kyle Reese – postać fikcyjna, jeden z głównych bohaterów pierwszego filmu z serii Terminator. Grany przez Michaela Biehna (w filmach Terminator i Terminator 2: Dzień sądu) i Jonathana Jacksona (w serialu Terminator: Kroniki Sary Connor). W serialu telewizyjnym ośmioletniego Kyle’a zagrał Skyler Gisondo, zaś w późniejszym filmie kinowym Terminator: Ocalenie w postać Reese’a wcielił się Anton Yelchin. W filmie Terminator: Genisys w roli Kyle’a wystąpił Jai Courtney.

## Historia

### Przyszłość
Reese był żołnierzem w postapokaliptycznej przyszłości, w której maszyny kierowane przez sztuczną inteligencję o nazwie Skynet dążą do całkowitej eksterminacji ludzi. Będąc dzieckiem, został pojmany przez maszyny i umieszczony w obozie koncentracyjnym, gdzie ludzie byli zmuszani do ładowania ciał poległych. Odzyskał wolność za sprawą Johna Connora, który zorganizował Ruch Oporu zdolny przeciwstawić się maszynom. W latach 2021–2027 służył w 132. jednostce pod dowództwem Perry’ego, po czym został awansowany do stopnia sierżanta pod dowództwem samego Connora. W tym czasie rebelii udało się zjednoczyć niemal wszystkich ocalałych i zdobyć siły pozwalające na zaatakowanie Skynetu. Udało się, ludzie zdołali przedrzeć się przez obronę programu i dostać do głównego kompleksu. Zwycięstwo wydawało się niemal pewne, Skynet jednak nie poddał się – używając aparatury pozwalającej na podróże w czasie, wysłał robota-zabójcę, tytułowego Terminatora w przeszłość do roku 1984, aby zgładził Sarę Connor, a tym samym zapobiegł narodzinom Johna – jej syna i przyszłego wybawcę ludzkości. Gdy odkryto to nieoczekiwane posunięcie Skynetu, Connor postanowił wysłać w ślad za Terminatorem jednego z zaufanych żołnierzy, aby bronił jego matkę bez względu na wszystko. Sierżant Kyle Reese zgłosił się do tego zadania na ochotnika.

### 1984 rok (Terminator)
Reese przeżył chronoportację i przybył do Los Angeles 12 maja 1984. Ponieważ wehikuł czasu nie przepuszczał niczego oprócz żywej tkanki, Reese był zmuszony chronoportować się nago, bez jakiejkolwiek broni. Nie wiedział także, jak wygląda przysłany tuż przed nim Terminator. Po zdobyciu ubrania i policyjnej strzelby, szybko udało mu się zlokalizować Sarę Connor. Czekając na uderzenie cyborga, zaczął ją śledzić. Owo uderzenie nastąpiło szybko, w dyskotece TechNoir. Po krótkiej strzelaninie Kyle'owi udało się uciec wraz z przerażoną i zdezorientowaną Sarą i ukryć na wielopoziomowym parkingu. Tam wyjaśnił tożsamość jej prześladowcy i powód dla którego próbuje ją zabić. Mimo niezaprzeczalnego szoku, Sarah nie uwierzyła do końca w jego opowieść o przyszłej wojnie nuklearnej, i dokonaniach jej nienarodzonego syna. W tamtej chwili wrócił Terminator. Po samochodowym pościgu i towarzyszącej mu kolejnej strzelaninie, uszkodzony cyborg uciekł, a Kyle i Sarah zostali schwytani przez policję.
Na posterunku Reese został poddany przesłuchaniu przez policyjnego psychologa, dr. Silbermana, i uznany za pomyleńca. Po ataku Terminatora na ów posterunek, Reese'owi udało się jednak uwolnić i zabrać ukrywającą się w jednym z gabinetów Sarę. Tę noc spędzili poza miastem, ukrywając się w tunelu pod drogą szybkiego ruchu. Tam Reese opowiedział dziewczynie o swoim świecie i jej synu.
W następującym flashforwardzie Kyle’a mogliśmy zauważyć, iż posiadał on stare zdjęcie młodej Sary, którym był najwyraźniej zauroczony. Fotografia uległa zniszczeniu w jednej z walk z innym Terminatorem. Z tego fragmentu filmu możemy dowiedzieć się, iż uczucia Reese’a do Sary są znacznie głębsze niż może się wydawać na pierwszy rzut oka.
Następnego dnia uciekinierzy zaszyli się w motelu Tiki, gdzie Kyle nauczył podopieczną konstruowania podręcznych bomb z materiałów domowych. W tym czasie diametralnie zmienił się stosunek samej Sary do jej obrońcy – początkowa wrogość i strach przemieniły się w zaufanie i głębsze uczucie. Wieczorem Kyle (nieco sprowokowany) w przypływie szczerości opowiedział dziewczynie o jej fotografii, którą posiadał i wyznał, że ją kocha i z tego powodu przebył czas. Tę noc Kyle i Sarah spędzili razem, w wyniku czego poczęty został John.
Szczęście nie trwało jednak długo, gdyż nad ranem ponownie pojawił się Terminator. W konfrontacji z maszyną, Reese odniósł śmiertelne rany i zmarł ku rozpaczy Sary.

### 1995 rok (Terminator 2: Dzień sądu)
W jednej ze scen wersji reżyserskiej filmu Kyle pojawia się we śnie przebywającej w szpitalu psychiatrycznym Sary Connor. W tej scenie uświadamia jej niebezpieczeństwo grożące ich dziesięcioletniemu synowi, obejmuje i wyznaje swoją miłość, po czym odchodzi, a sen kobiety przemienia się w koszmar.

## Osobowość
Życie w zdewastowanym świecie opanowanym przez bezduszne maszyny nie pozostało bez wpływu na charakter Reese’a. Ciągła walka o przeżycie wykształciły w nim surowość i hardość, a jego ciało pokrywały liczne blizny. Mimo tych cech, Kyle był szczerze zakochany w Sarze Connor, kobiecie, którą znał jedynie z legend i wyblakłej fotografii. To właśnie miłość do niej, podobna do średniowiecznej miłości rycerza do damy serca skłoniły go do niebezpiecznej podróży w czasie.